# كريستوفر جون فيلدز
كريستوفر جون فيلدز (بالإنجليزية: Christopher John Fields)‏ هو ممثل أمريكي، ولد في 23 سبتمبر 1956.

## أعمال

### أفلام
- (1995) أبولو 13[2][3][4]

## وصلات خارجية
- كريستوفر جون فيلدز على موقع IMDb (الإنجليزية)
- كريستوفر جون فيلدز على موقع قاعدة بيانات الفيلم (الإنجليزية)